# Olekszyce (rejon wołkowyski)
Olekszyce (biał. Алекшыцы, Alekszycy; ros. Олекшицы, Olekszycy) – wieś na Białorusi, w obwodzie grodzieńskim, w rejonie wołkowyskim, w sielsowiecie Gniezno, przy linii kolejowej Wołkowysk – Brzostowica.
W dwudziestoleciu międzywojennym leżały w Polsce, w województwie białostockim, w powiecie wołkowyskim, do 30 grudnia 1922 w gminie Świsłocz, następnie w gminie Mścibów.